# Fiskebækhus
Fiskebækhus er et skovfogedsted i Nørreskoven mellem Værløse og Farum opført i 1915. Tegnet af kongelig bygningsinspektør Johannes Magdahl Nielsen.
 Der er for få eller ingen kildehenvisninger i denne artikel, hvilket er et problem. Du kan hjælpe ved at angive troværdige kilder til de påstande, som fremføres i artiklen.